# 共進站

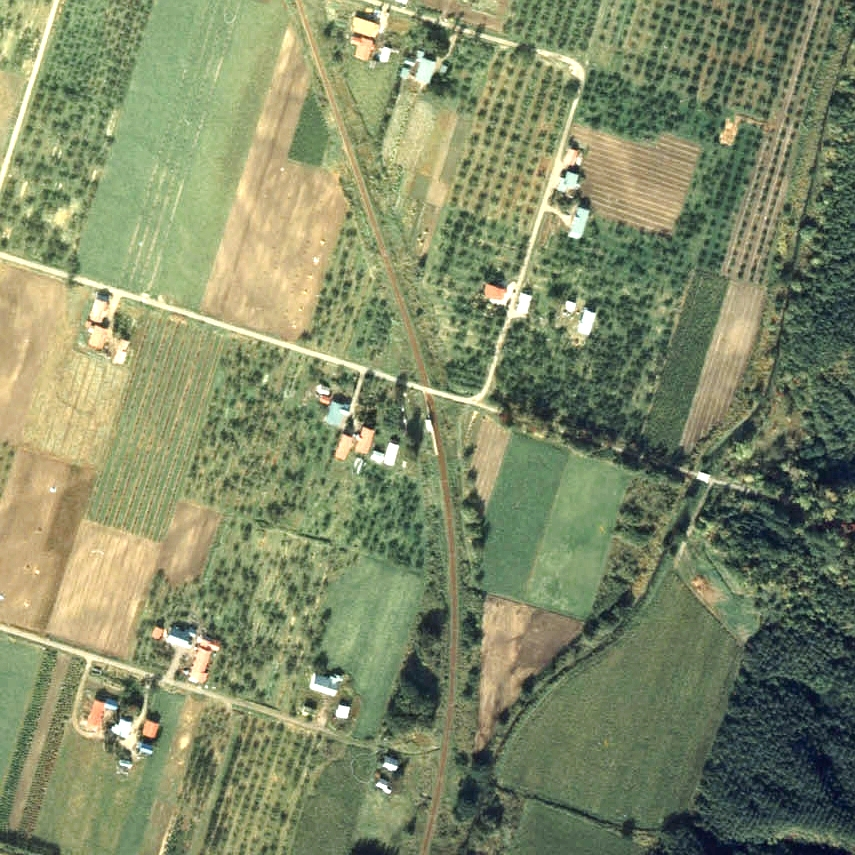
1977年的共進站與方圓約500米範圍。下方是遠輕方向。靠近名寄一方設有二十三號線並交道。月台旁設有候車室。

共進站（日语：／ Kyōshin eki */?）是位於北海道紋別郡上湧別町字南兵村一區（現時：湧別町南兵村一區），北海道旅客鐵道（JR北海道）的名寄本線車站（廢站）。隨著名寄本線廢線，車站在1989年（平成元年）5月1日廢除。
部分普通列車通過此站，截至1989年（平成元年）4月30日（廢除時的時間表），下行3班和上行3班通過此站。

## 歷史
- 1955年（昭和30年）12月1日 - 日本國有鐵道（國鐵）名寄本線一區中通臨時乘降場（日语：／）（局（日语：鉄道管理局）設定）啟用。
- 1959年（昭和34年）11月1日 - 升級至車站，同時改名為共進站[2]。當時為旅客車站。
- 1987年（昭和62年）4月1日 - 伴隨國鐵分割民營化，車站由北海道旅客鐵道（JR北海道）營運。
- 1989年（平成元年）5月1日 - 名寄本線全線廢除，此站也廢除。

### 站名的由來
車站名稱取自當地地名。當地居民希望「手牽手一同前行」而命名此處。

## 車站構造
截至車站廢除前，車站是一座地面車站，設有1面1線的單式月台。月台位於路軌西邊（遠輕方向的列車會開啟右邊車門）。此站沒有轉轍器。
此站是無人車站，沒有車站大樓，月台中央部分設有候車室。

## 車站周邊
- 國道242號（日语：国道242号）（置戶國道）[4]。
- 湧別川[4]
- 共進川[4]
- 北海道北見巴士（日语：北海道北見バス）、北紋巴士（日语：北紋バス）「南兵村1區」巴士站
- 川上神社

## 現況
截至2001年（平成13年），不能判別車站遺址位置。截至2011年（平成23年）也是同樣。

## 相鄰車站
北海道旅客鐵道（JR北海道）
名寄本線
上湧別－共進－開盛

## 注腳
1. ↑  書籍《北海道の駅878ものがたり 駅名のルーツ探究》（監修：太田幸夫，富士Comtem，2004年2月發行）220頁。
2. 1 2 3   第1版. 札幌市: 日本國有鐵道北海道總局. 1973-03-25: 198. ASIN B000J9RBUY （日语）.
3. 1 2  書籍《国鉄全線各駅停車1 北海道690駅》（小學館，1983年7月發行）213頁。
4. 1 2 3  書籍《北海道道路地図 改訂版》（地勢堂，1980年3月發行）18頁。
5. ↑  書籍《鉄道廃線跡を歩くVIII》（JTB出版，2001年8月發行）35頁。
6. ↑  書籍《北海道の鉄道廃線跡》（著：本久公洋，北海道新聞社，2011年9月發行）129頁。